# Jon Arbuckle
Jonathan Q. "Jon" Arbuckle is een personage uit de Garfield strips van Jim Davis. Hij deed verder mee in Garfield and Friends, de tv-specials en de twee live-action films.
Jon is een nerdachtige klungelige man. Hij is de eigenaar van Garfield en Odie. Hij praat vaak met Garfield en is het vaste slachtoffer van Garfields grappen. In de animatieserie werd Jon neergezet als dom en onhandig.

## Achtergrond
Zijn volledige naam, Jonathan Q. Arbuckle, werd onthuld in een kerststrip. De "Q" is wellicht een referentie naar John Quincy Adams, de 6e Amerikaanse President. Dit omdat ze dezelfde initialen delen; "J.Q.A.". Er zijn geruchten dat Jons personage is gebaseerd op een oud medewerker van Paws Inc., Brian Strater. Jons verjaardag is op 28 juli (dezelfde dag en maand als Jim Davis). Jon vertelde Garfield dat hij 29 jaar oud was in de strip van 23 december 1980 (hij zou 30 geweest zijn als hij niet een jaar ziek was geweest).
Jon is geboren en opgegroeid op een boerderij. Als kind was hij al niet erg geliefd, en werd vaak geplaagd door andere kinderen. In de strip wordt door Jon zelf geregeld gerefereerd aan zijn vervelende jeugd. Blijkbaar hing zijn broek bijna dagelijks aan de schoolvlag, en werd hij altijd aan een boom vastgebonden. Toen hij 7 jaar oud was joeg de stier van de Arbucklefamilie hem een boom in, waar Jon tot aan zijn 8e bleef zitten.
Jon en zijn broer Doc Boy konden als kinderen goed met elkaar overweg, maar zijn nu uit elkaar gegroeid. Jon was de enige van zijn familie die besloot de stad op te zoeken. Zijn vader en moeder (die niet bij naam worden genoemd) wonen nog steeds op de boerderij en worden vaak bezocht door Jon en Garfield.
In de animatieserie werd onthuld dat Jon een Italiaanse voorouder heeft genaamd Tony Arbuckli. Jon schijnt tegenwoordig in Muncie, Indiana te wonen, waar Jim Davis ook woont.
Jon is verzot op de polka en zijn accordeon. Een van zijn manieren om verveling te voorkomen is “nieuwe sokken kopen” en zijn teennagels knippen.

## Veranderingen door de jaren heen
In het begin van de strip was Jon meer de focus en draaide het meer om zijn oogpunt als kattenbezitter. Zijn persoonlijkheid was in eerdere strips dan ook niet heel opmerkelijk, gezien hij meer de gemiddelde werkende en alleenstaande man moest voorstellen. Naarmate de jaren vorderden, begon Jon meer van het onhandige, kinderlijke en excentrieke gedrag te vertonen waar hij nu bekend om staat. 
Ook opmerkelijk is zijn verhouding met Garfield. Aan het begin was hij duidelijk de slimste van de twee en grotendeels in controle, waarbij hij degene was die humoristische opmerkingen maakte ten koste van Garfields ietwat domme gedrag. In latere strips zijn de rollen omgedraaid, gezien Jon zich nu vaak dom gedraagt, waarbij Garfield diegene is die de humoristische opmerkingen maakt. 
Net als bij de andere hoofdpersonages is Jons uiterlijk veranderd sinds de eerste strip. Oorspronkelijk had hij een smal hoofd met kleine ronde ogen, tegenwoordig heeft hij een wat breder hoofd met grote ovale ogen.

## Liefdesleven
Jons liefdesleven was oorspronkelijk een ramp. Veel van de oudere strips draaiden om Jon die tevergeefs probeerde een afspraakje te maken, maar altijd werd afgewezen. Jon was zelf van mening is dat hij een vrouwenversierder is, maar vrijwel geen enkele vrouw wilde iets van hem weten. De weinige keren dat hij wel een afspraakje wist te maken, liep dit altijd uit op een ramp (al dan niet door toedoen van Garfield). Jon werd vooral afgewezen vanwege zijn belachelijke opmerkingen, zijn wansmaak voor kleding en parfum, en het gedrag van Garfield. Jons grote liefde is de dierenarts Liz Wilson, die Garfield altijd behandelt. Ook zij moest jarenlang niets van Jon hebben.
Dit alles veranderde echter in de strip van 26 juli 2006. In die strip betrapte Jon Liz in een restaurant met een andere man. Toen hij haar hiermee confronteerde, gaf ze toe Jon wel leuk te vinden en kusten de twee elkaar voor het eerst. Sindsdien heeft Jon een vaste relatie met Liz. Hoewel deze relatie nog wel haar dieptepunten kent, gaat het Jon een stuk beter af dan voorheen.

## Carrière
Jon is net als zijn bedenker Jim Davis striptekenaar van beroep. Wat voor strip hij precies aan werkt is niet bekend, maar blijkbaar verdient hij er genoeg geld mee om Garfield te blijven voeren. Vooral in oudere Garfield-strips kwam Jons beroep als striptekenaar vaak naar voren. Later verdween dit naar de achtergrond en werd ook een paar maal gesuggereerd dat Jon inmiddels voor een verzekeringsbedrijf zou zijn gaan werken. In de strip van 2 mei 2010 werd echter bevestigd dat Jon nog altijd striptekenaar is.

## Conversaties met Garfield
Een punt van debat onder fans van de Garfield-strips is de vraag of Jon in staat is Garfield te "verstaan", daar Garfield nooit echt praat maar zijn dialogen altijd in denkballonnen staan. Aan Jons gezichtsuitdrukkingen te oordelen heeft hij wel in de gaten wanneer Garfield een sarcastische of vervelende opmerking over hem maakt. Toch beweert Garfield in de strips een paar maal dat Jon hem niet kan verstaan.

## Andere media
Jon was een vast personage in de animatieserie Garfield and Friends, waarin zijn stem werd gedaan door Thom Huge.
In de live-action films werd Jon gespeeld door Breckin Meyer. Deze live-action versie van Jon was duidelijk anders dan zijn stripversie. Deze Jon was geen nerd, maar een volwassen man die goed wist wat hij deed. Hij had ook geen problemen om een date te krijgen met Liz. Deze versie van Jon beschikte ook over een sterke rechtse slag, waarmee hij in beide films de hoofdvijand uitschakelt.
Jon speelt ook mee in de films Garfield Gets Real en Garfield's Fun Fest. Tevens is hij te zien in de serie The Garfield Show.